# Sculpteo
Sculpteo là một công ty của Pháp chuyên về in 3D trên mây. Sculpteo cung cấp dịch vụ in 3D trực tuyến, sử dụng tạo mẫu nhanh và quy trình sản xuất  liên quan đến quá trình thiêu kết laser hoặc in lito lập thể. Công ty được thành lập vào tháng 6 năm 2009 bởi Eric Carreel (đồng sáng lập của Inventel, được mua lại bởi Technicolor năm 2005, và Withings), Clement Moreau  và Jacques Lewiner. Sculpteo cung cấp dịch vụ in trực tuyến, đặc biệt là ở châu Âu và Bắc Mỹ

## Mục đích
Sculpteo cung cấp dịch vụ in 3D trực tuyến cho các chuyên gia và cá nhân. Từ một tập tin 3D, Sculpteo sản xuất các đối tượng thực sự như trang trí nội thất, các bức tượng nhỏ, rô bốt, các vật thu nhỏ hay mô hình thu nhỏ... Nó cũng cho phép truy cập vào một thị trường thiết kế 3D. Từ năm 2012, Sculpteo cung cấp các ứng dụng di động có thể tạo các tệp 3D và đặt hàng sản xuất trực tiếp từ điện thoại thông minh. Với việc cung cấp in 3D cho các chuyên gia cũng như cho công chúng, Sculpteo cho phép các cá nhân truy cập vào in 3D dưới dạng goc, tích hợp các nhà thiết kế chuyên nghiệp trong chuỗi sản xuất.

## Lịch sử và nền tảng
- Tháng 3 năm 2016, quan hệ đối tác với Carbon cho phép Sculpteo cung cấp công nghệ in 3D "CLIP".[12][13]
- Tháng 1 năm 2016, Sculpteo ra mắt một loại vật liệu mới cho sản xuất bồi đắp linh hoạt hơn các loại TPU khác. Một số hướng đi được nhắm tới, chẳng hạn như y tế và công nghiệp thời trang.[14]
- Tháng 11 năm 2015, máy tính Sprout của HP tích hợp dịch vụ in 3D của Sculpteo.[15]
- Tháng 4 năm 2015, Sculpteo công bố khoản tiền gây quỹ 5 triệu euro từ Creadev, quỹ đầu tư của gia đình Mulliez và Xange, nhà đầu tư nổi tiếng.[16]
- Tháng 1 năm 2015, tại Consumer Electronics Show, Sculpteo tiết lộ FinalProof, một công cụ cho phép người dùng nắm bắt kết quả cuối cùng của tệp đối tượng trước khi in.
- Tháng 11 năm 2014, Sculpteo ra mắt dịch vụ miễn phí có tên là "Thickening" nhằm tăng cường sức mạnh của các bộ phận mỏng manh mà không phải sử dụng phần mềm mô hình hóa.[17]
- Tháng 6 năm 2014, Sculpteo tiếp tục theo đuổi trong việc dân chủ hóa công nghệ 3D: công ty tích hợp dịch vụ in ấn của mình trong Adobe Photoshop Creative Cloud do đó làm cho quá trình sản xuất 3D trở nên đơn giản hơn.[18]
- Tháng 5 năm 2014, Sculpteo tìm cách giảm chi phí in 3D và lãng phí vật liệu bằng cách tối ưu hóa số lượng vật liệu được sử dụng. Trong ánh sáng này, công ty ra mắt một dịch vụ miễn phí có tên "Hollowing".[19] Cùng tháng đó, các nhà thiết kế đã nghĩ ra các vật thể 3D sáng tạo mà Amazon, hợp tác với Sculpteo, đề xuất trong một cửa hàng trực tuyến chuyên dụng được khai trương vào tháng 7 năm 2014.[20]
- Tháng 1 năm 2014, tại Triển lãm Điện tử Tiêu dùng Las Vegas, Sculpteo giới thiệu "Kiểm soát mẻ 3D", dịch vụ in 3D trên đám mây được thiết kế cho các chuyên gia và doanh nghiệp cần sản xuất ngắn hạn. Nó cho phép người dùng tải lên một tệp 3D, thay đổi kích thước và kích thước của đối tượng trực tiếp trong trình duyệt, chọn vật liệu in và đặt hàng thiết kế của họ để in 3D và giao hàng.[21]
- Cuối năm 2013, La Poste ra mắt dịch vụ in 3D tại bưu điện, hợp tác với Sculpteo.
- Tháng 3 năm 2013, Sculpteo thương mại hóa các đầu nối cắm đèn chiếu sáng được sản xuất bằng in 3D.[22]
- Tháng 12 năm 2012, Sculpteo tăng 2 triệu euro nhờ XAnge, chi nhánh của ngân hàng Pháp Banque Postale, các nhà đầu tư thiên thần và những người sáng lập.[23]
- Tháng 9 năm 2012, Sculpteo ra mắt 3DPCase, ứng dụng điện thoại thông minh đầu tiên có thể tạo tệp 3D của vỏ iPhone trực tiếp từ điện thoại thông minh. Đối với ứng dụng này, Sculpteo được trao giải thưởng Nhà sáng tạo xuất sắc nhất tại CES 2013.[24] Cách tiếp cận mới này của sản xuất đơn vị làm nổi bật tính linh hoạt của quy trình sản xuất 3D trực tuyến và cho phép công ty thương mại hóa các vỏ iPhone 5 trước khi ra mắt iPhone 5.[25][26][27]
- Tháng 1 năm 2012, Sculpteo ra mắt công nghệ Cloud Engine in 3D và ứng dụng Sculpteo tại Triển lãm điện tử gia dụng ở Las Vegas. Ứng dụng chuyển dữ liệu của con người thành đối tượng được in 3D bằng thiết bị iOS.[28]
- Tháng 6 năm 2011, Sculpteo và 3DVIA công bố dịch vụ in trực tiếp do Sculpteo cung cấp thông qua cổng 3Dvia.[29][30]
- Tháng 3 năm 2011, Sculpteo ra mắt Pro.Sculpteo, một dịch vụ in 3D trực tuyến dành cho các chuyên gia.[31]
- Tháng 1 năm 2011, Sculpteo ra mắt dịch vụ in 3D trực tuyến của họ cho công chúng[32]  bằng cách cho phép người dùng tạo hình đại diện của riêng bạn từ các bức ảnh 2D đơn giản được mô hình hóa bằng 3D.[33]
- Công ty được thành lập vào tháng 6 năm 2009.[34]

## Giải thưởng
- Vào tháng 1 năm 2013, tại Consumer Electronics Show, Sculpteo đã nhận giải thưởng Sáng tạo CES tốt nhất với 3DPCase, ứng dụng 3D in 3DPcase mới của mình.[35][36]
- Vào năm 2012, Sculpteo đã nhận được nhãn "Observeur du Design" của Observeur du Design [37] do đó được thừa nhận là một tham chiếu trong thế giới thiết kế.
- Năm 2011, Eric Carreel đã nhận được giải thưởng dành cho kỹ sư 2011 do Hội đồng kỹ sư và nhà khoa học quốc gia Pháp trao tặng và tạp chí Usine Nouvelle.[38]